# عظائيات الوجه
عظائيات الوجه[بحاجة لمصدر] أو السوروبسيدا (من اليونانية وتعني "وجوه السحالي") هي فرع حيوي (كليد) من الأميونيات، وتُعادل تقريبًا ما يُعرف تقليديًا بطائفة الزواحف، إلا أن المصطلح يُستخدم غالبًا بمعناه الأوسع ليشمل أيضًا السلالات المنقرضة القاعدية القريبة من الزواحف والطيور الحديثة (والتي بصفتها ديناصورات ثيروبودية تقع ضمن الزواحف وتُعد أقرب إلى التماسيح منها إلى السحالي أو السلاحف).
التعريف الأكثر شيوعًا للسوروبسيدا ينص على أنها الفرح الحيوي الشقيق للسينابسيدا، وهو الفرع الآخر من الأميونيات الذي يضم الثدييات كممثله الوحيد في العصر الحديث. وعلى الرغم من أن السينابسيدات المبكرة كانت تُسمى تقليديًا "زواحف شبيهة بالثدييات"، إلا أن جميع السينابسيدات أقرب تطوريًا إلى الثدييات منها إلى أي من الزواحف الحديثة.
أما السوروبسيدات، فهي تضم جميع الأميونيات الأقرب إلى الزواحف الحديثة منها إلى الثدييات. ويشمل ذلك الطيور (Aves)، والتي تُعتبر حاليًا فرعًا من الزواحف الأركوصورية (Archosauria)، رغم أنها صُنفت تاريخيًا كطائفة مستقلة في التصنيف اللينّيي.
تنقسم السوروبسيدا إلى مجموعتين رئيسيتين من "الزواحف":
- الزواحف الحقيقية: وتشمل جميع الزواحف الحية (بما فيها الطيور)، بالإضافة إلى مجموعات منقرضة متنوعة.
- أشباه الزواحف: وتُعتبر عمومًا مجموعة منقرضة بالكامل، مع وجود بعض الفرضيات التي تقترح أن السلاحف قد تنتمي إلى هذه المجموعة.

كما أن الفرعين الحيويين الركمبيروسترا وورليات العيون، اللذين كان يُعتقد تقليديًا أنهما ينتميان إلى الفقاريات الرقيقة والسينابسيدا على التوالي، قد يكونان أيضًا من السوروبسيدات القاعدية.
نشأ مصطلح "سوروبسيدا" في عام 1864 على يد توماس هنري هكسلي، الذي جمع الطيور مع الزواحف استنادًا إلى الأدلة الأحفورية.

## التأريخ والتصنيف

### هكسلي والفجوات الأحفورية

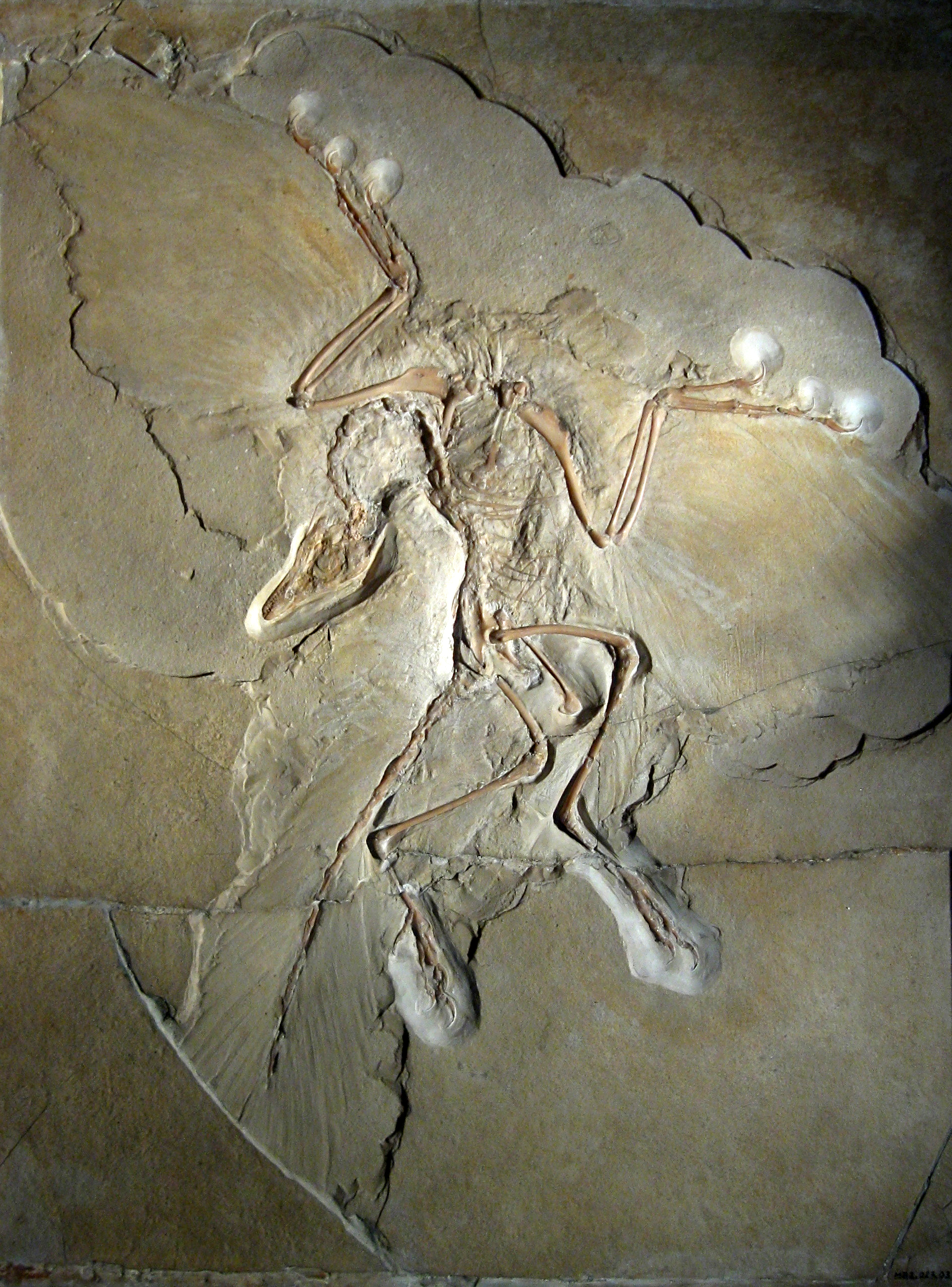
عينة من برلين من أركيوبتركس ليثوغرافيكا، وهي أحفورة ذات أهمية تاريخية ساهمت في إثبات أن الطيور جزء من شجرة عائلة الزواحف.

مصطلح "سوروبسيدا" (وجوه السحالي) له تاريخ طويل ويعود إلى توماس هنري هكسلي، الذي كان يرى أن الطيور نشأت من الديناصورات. استند هكسلي في ذلك بشكل أساسي إلى حفريات هيسبيرورنيس وأركيوبتركس التي بدأت تُكتشف في ذلك الوقت.
في محاضرات لهنري ألقاها في الكلية الملكية للجراحين عام 1863، صنّف هكسلي طوائف الفقاريات بشكل غير رسمي إلى الثدييات، والسورويات، والإكثيويدات – حيث ضمت الأخيرة الحيوانات غير الأميونية – وذلك بناءً على الفجوات في السمات الفسيولوجية وغياب الأحافير الانتقالية التي بدت موجودة بين هذه المجموعات الثلاث. وفي أوائل العام التالي، اقترح هكسلي اسمي "سوروبسيدا" و"إكثيوبسيدا" للمجموعتين الأخيرتين. ومع ذلك، فقد شمل هكسلي في تعريفه الأصلي مجموعات تقع على الخط التطوري للثدييات (السينابسيدا) مثل ديكينودون ضمن السوروبسيدا. وبالتالي، فإن تعريف "سوروبسيدا" الأصلي كان يضم ليس فقط المجموعات التي تُرتبط بها اليوم، بل أيضًا عدة مجموعات يُعرف الآن أنها تنتمي إلى الفرع التطوري للثدييات.

### إعادة تعريف السوروبسيدا (غودريتش، 1916)
بحلول أوائل القرن العشرين، أصبحت حفريات السينابسيدات من العصر البرمي في جنوب إفريقيا معروفة جيدًا، مما أتاح لعلماء الحفريات تتبع تطور السينابسيدات بمزيد من التفصيل. وقد تبنى إي. إس. غودريتش مصطلح "سوروبسيدا" في عام 1916 بطريقة مشابهة لتعريف هكسلي، ليشمل السحالي والطيور وأقرباءها. وقد ميزها عن الثدييات وأقربائها المنقرضين، الذين أدرجهم في المجموعة الشقيقة "ثيروبسيدا" (وهي تسمية غالبًا ما تُستبدل اليوم بـ"سينابسيدا").
وبذلك يختلف تصنيف غودريتش إلى حد ما عن تصنيف هكسلي، حيث كانت السينابسيدات غير الثديية (أو على الأقل الديسينودونتيات) تندرج ضمن السوروبسيدا في تصنيف هكسلي.
دعم غودريتش هذا التقسيم بناءً على طبيعة القلوب والأوعية الدموية في كل مجموعة، بالإضافة إلى سمات أخرى مثل بنية الدماغ الأمامي.
وبحسب غودريتش، فقد تطورت كل من السوروبسيدا والسينابسيدا من مجموعة جذرية أقدم هي البروتوصوريا (أي السحالي الأولى)، والتي كانت تضم بعض البرمائيات الباليوزوية بالإضافة إلى الزواحف المبكرة التي سبقت الانقسام بين السوروبسيدا والسينابسيدا (وبالتالي فهي ليست سوروبسيدا حقيقية).
ويختلف مفهومه عن التصنيفات الحديثة في أنه اعتبر وجود مشط القدم الخامس المعدل سمة تطورية مميزة للمجموعة، مما دفعه إلى تصنيف سوروبتيريجيا، ميزوصوريا، وربما إكثيوصوريا وأرايوسليدا ضمن الثيروبسيدا.

### تفصيل شجرة عائلة الزواحف
في عام 1956، لاحظ د. إم. إس. واتسون أن السوروبسيدا والسينابسيدا تفرعتا مبكرًا جدًا في التاريخ التطوري للزواحف، ولذلك قام بتقسيم مجموعة غودريتش "البروتوصوريا" بين هذين الفرعين. كما أعاد تفسير السوروبسيدا والثيروبسيدا بحيث استبعد الطيور والثدييات على التوالي، مما جعلهما مجموعتين شبه عرقيتين، بخلاف تعريف غودريتش.

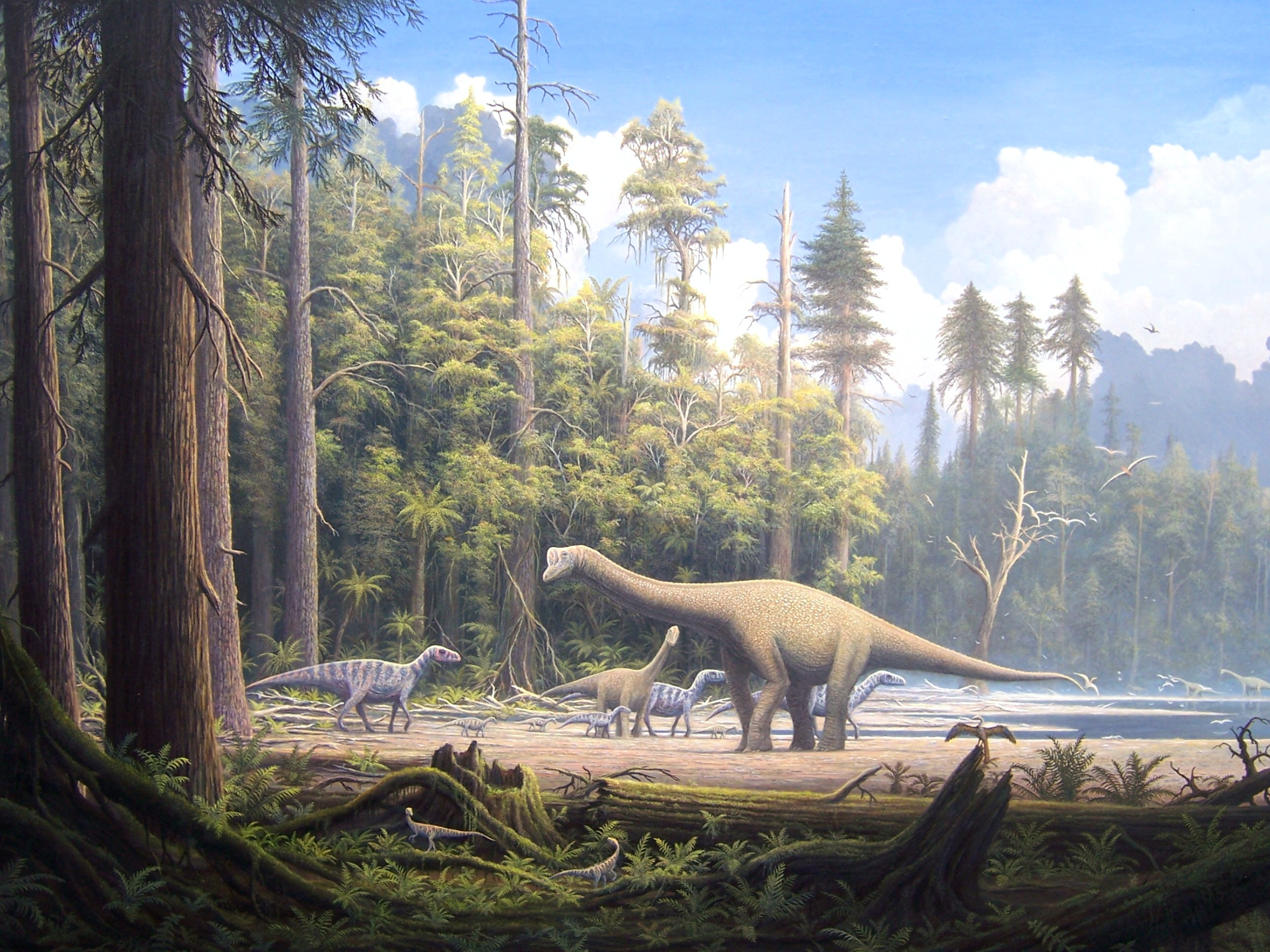
سوروبسيدات حقبة الحياة الوسطى: ديناصورات غير طيرية (يوروباصور وإغوانودونتيات) إلى جانب الطائر البدائي أركيوبتركس، الذي يقف على جذع الشجرة في مقدمة المشهد.

وبذلك شملت السوروبسيدا عند واتسون مجموعات مثل: بروكولوفونيا، إيوسوخيا، بروتورسوريا، ميليروسوريا، السلاحف، الحرشفيات (السحالي والثعابين)، رينكوصيفاليا، رينكوصوريا، كورستوديرا، ثالاتوصوريا، التماسيح، "التيكودونتات" (وهي مجموعة قاعدية شبه عرقية من الأركوصوريا)، الديناصورات غير الطيرية، التيروصورات، والسوروبتيريجيا.
ومع ذلك، فقد اختلف مفهومه عن المفهوم الحديث في أنه وضع الزواحف التي لا تمتلك ثلمة أذنية، مثل الأرايوسليدات والكابتورهينيدات مع الثيروبسيدا.
وقد كانت هذه التصنيفات تكميلية، لكنها لم تحظَ بشعبية تصنيف الزواحف وفقًا لتقسيم رومر الكلاسيكي في كتابه "علم الحفريات الفقارية"، والذي قسّم الزواحف إلى أربع رتب فرعية بناءً على موضع النوافذ الصدغية، وهي فتحات في جانبي الجمجمة خلف العينين.
ومنذ ظهور التسمية التصنيفية التطورية، فقد مصطلح "الزواحف" شعبيته بين العديد من علماء التصنيف، الذين استخدموا بدلاً منه مصطلح "سوروبسيدا" ليشمل مجموعة أحادية النسب تضم الزواحف التقليدية والطيور.

## التاريخ التطوري
تطورت السوروبسيدا من الأميونيات القاعدية قبل حوالي 320 مليون سنة، خلال العصر الكربوني من حقبة الحياة القديمة.
وفي حقبة الحياة الوسطى التي امتدت من حوالي 250 مليون سنة إلى حوالي 66 مليون سنة مضت، كانت السوروبسيدا تمثل أكبر الحيوانات على اليابسة وفي الماء وفي الجو. ولهذا السبب يُشار أحيانًا إلى حقبة الحياة الوسطى باسم "عصر الزواحف".
وفي حدث الانقراض الطباشيري-الباليوجيني، انقرضت السوروبسيدا كبيرة الحجم في حدث الانقراض الشامل الذي وقع في نهاية حقبة الحياة الوسطى. وباستثناء بعض أنواع الطيور، انقرضت جميع سلالات الديناصورات؛ وفي الحقبة التالية، أي حقبة الحياة الحديثة، تنوعت الطيور الباقية بشكل كبير لدرجة أنه في الوقت الحاضر يُشكّل الطيور ما يقارب ثلث جميع أنواع الفقاريات البرية.

## الاختلاف البنيوي بين السوروبسيدا والسينابسيدا
عاش السلف المشترك الأخير بين السينابسيدا والسوروبسيدا قبل حوالي 320 مليون سنة خلال العصر الكربوني، ويُعرف باسم "ريبتيليومورفا".

### التنظيم الحراري والإفراز
ورثت السينابسيدات المبكرة غددًا وفيرة في جلودها من أسلافها البرمائية. تطورت هذه الغدد في السينابسيدات إلى غدد عرقية، مما منحها القدرة على الحفاظ على درجة حرارة جسم ثابتة، لكنه جعلها غير قادرة على حفظ الماء من التبخر. إضافة إلى ذلك، فإن طريقة تخلص السينابسيدات من الفضلات النيتروجينية تكون عبر اليوريا، وهي مادة سامة يجب إذابتها في الماء ليتم إفرازها. ولسوء الحظ، كانت الفترتان البرمية والترياسية فترات جفاف، ونتيجة لذلك نجا فقط جزء صغير من السينابسيدات المبكرة على اليابسة في مناطق تمتد من جنوب إفريقيا إلى القارة القطبية الجنوبية بحسب الجغرافيا الحالية.
أما السوروبسيدات، فلا تمتلك تلك الغدد في الجلد؛ وطريقتها في التخلص من الفضلات النيتروجينية تكون عبر حمض اليوريك، الذي لا يتطلب ماءً ويمكن إفرازه مع البراز. ونتيجة لذلك، تمكنت السوروبسيدات من الانتشار في جميع البيئات وبلغت ذروة تنوعها. وحتى اليوم، فإن معظم الفقاريات التي تعيش في البيئات الجافة هي من السوروبسيدات، مثل الثعابين والسحالي الصحراوية.

### بنية الدماغ
تختلف السينابسيدات عن السوروبسيدات في أن القشرة المخية لديها تتكون من ست طبقات من الخلايا العصبية، وتُعرف باسم "القشرة الحديثة" . أما المخ في السوروبسيدات، فله بنية مختلفة تمامًا. في الرؤية التقليدية، فإن القشرة الحديثة في السينابسيدات تماثل القشرة القديمة في دماغ الطيور.
لكن في الرؤية الحديثة التي ظهرت منذ ستينيات القرن العشرين، أظهرت الدراسات السلوكية أن النيوسترياتوم والهايبرسترياتوم في دماغ الطيور يمكنهما استقبال إشارات الرؤية والسمع والإحساس الجسدي، ما يعني أنهما يؤديان وظائف مشابهة للقشرة الحديثة.
عند مقارنة دماغ الطيور بدماغ الثدييات، اقترح كارتن في فرضية "النوى مقابل الطبقات" أن الخلايا التي تشكل الطبقات في القشرة الحديثة للسينابسيدات تتجمع في السوروبسيدات حسب النوع لتكوّن عدة نوى.
بالنسبة للسينابسيدات، عندما تظهر وظيفة جديدة في التطور، تُخصص لمنطقة منفصلة في القشرة المخية، لذا يجب تطوير منطقة منفصلة لكل وظيفة، وأي ضرر يصيب تلك المنطقة قد يؤدي إلى عجز وظيفي. أما في السوروبسيدات، فتوزع الوظائف على جميع النوى، ما يجعل وظائف الدماغ أكثر مرونة. ولهذا، حتى مع دماغ صغير، يمكن للعديد من السوروبسيدات أن تظهر ذكاءً مرتفعًا نسبيًا مقارنة بالثدييات، كما هو الحال في بعض الطيور من فصيلة الغرابيات.
وبالتالي، من الممكن أن بعض الديناصورات غير الطيرية، مثل التيرانوصور، والتي كان لديها دماغ صغير مقارنة بحجم جسمها الهائل، كانت أكثر ذكاءً مما كان يُعتقد سابقًا.

## اقرأ أيضا
- دماغ ثلاثي
- أناتوتيتان
- تيرانوصور
- ديناصور
- تريسراتبس
- أنكيلوصوريات
- جيجانتوصور
- سبينوصور الديناصور المصري
- بحرية صور
- ديناصور ذو ريش
- الطيور